# Liste der Stolpersteine in Burgdorf
Die Liste der Stolpersteine in Burgdorf enthält alle Stolpersteine, die im Rahmen des gleichnamigen Kunst-Projekts von Gunter Demnig in Burgdorf verlegt wurden. Mit ihnen soll der Opfer des Nationalsozialismus gedacht werden, die in Burgdorf lebten und wirkten. Seit der ersten Verlegung im August 2006 wurden insgesamt 28 Stolpersteine verlegt.

## Liste der Stolpersteine
| Bild               | Person, Inschrift | Adresse                    | Verlegedatum  | Anmerkung |
| ------------------ | --- | -------------------------- | ------------- | --- |
|                    | Hier wohnte Seewald Siegfried Goldschmidt Jg. 1880 deportiert 1942 ermordet in Auschwitz                                             | Braunschweiger Straße 10 · | 11. Sep. 2007 | Seewald Siegfried Goldschmidt wurde am 2. November 1880 in Burgdorf geboren. Am 14. Oktober 1939 flüchtete er nach Belgien, wurde dann am 4. August 1942 aus dem SS-Sammellager Mecheln in das Vernichtungslager Auschwitz deportiert und später für tot erklärt. |
|                    | Hier wohnte Isidor Samuelson Jg. 1865 deportiert 1942 Theresienstadt ermordet 18.12.1942                                             | Friederikenstraße 55 ·     | 14. Sep. 2008 | Isidor Samuelson wurde am 25. Mai 1865 in Christburg geboren. Am 23. Juli 1942 wurde er ab Hannover in das Ghetto Theresienstadt deportiert und starb dort am 18. Dezember 1942. |
|                    | Hier wohnte Minna Samuelson geb. Katzenstein Jg. 1877 deportiert 1942 Theresienstadt ermordet 1944 in Auschwitz                      | Friederikenstraße 55 ·     | 14. Sep. 2008 | Minna Samuelson wurde am 16. August 1877 als Minna Katzenstein in Abterode geboren. Am 23. Juli 1942 wurde sie in das Ghetto Theresienstadt deportiert und am 15. Mai 1944 in das Vernichtungslager Auschwitz. |
|                    | Hier wohnte Kurt Samuelson Jg. 1908 deportiert 1942 Theresienstadt ermordet 14.10.1944                                               | Friederikenstraße 55 ·     | 14. Sep. 2008 | Kurt Samuelson wurde am 7. Oktober 1908 in Peine geboren. Am 23. Juli 1942 wurde er in das Ghetto Theresienstadt deportiert, wo er am 14. Oktober 1944 starb. |
|                    | Hier wohnte Hertha Samuelson Jg. 1912 deportiert 1941 Riga ermordet                                                                  | Friederikenstraße 55 ·     | 14. Sep. 2008 | Hertha Samuelson wurde am 3. Februar 1912 in Burgdorf geboren. Am 15. Dezember 1941 wurde sie von Hannover-Ahlem nach Riga deportiert und starb dort nach dem 30. April 1943. |
| Cohn, Hermann      | Hier wohnte Hermann Cohn Jg. 1882 deportiert 1941 ermordet in Riga                                                                   | Gartenstraße 9 ·           | 11. Sep. 2007 | Hermann Cohn wurde am 12. September 1882 in Burgdorf geboren. Er war bis 14. Dezember 1938 im KZ Sachsenhausen inhaftiert und wurde am 6. Dezember 1941 ab Hamburg in das Lager Riga-Jungfernhof deportiert. |
| Cohn, Rosalie      | Hier wohnte Rosalie Cohn geb. Lindenbaum Jg. 1884 deportiert 1941 ermordet in Riga                                                   | Gartenstraße 9 ·           | 11. Sep. 2007 | Rosalie Cohn wurde am 8. Oktober 1884 als Rosalie Lindenbaum in Dortmund geboren. Am 6. Dezember 1941 wurde sie ab Hamburg in das Lager Riga-Jungfernhof deportiert. |
| Vogelsang, Helene  | Hier wohnte Helene Vogelsang geb. Cohn Jg. 1887 deportiert 1942 ermordet in Riga                                                     | Gartenstraße 9 ·           | 11. Sep. 2007 | Helene Vogelsang wurde am 15. Mai 1887 als Helene Cohn in Burgdorf geboren und lebte in Dortmund. Am 27. Januar 1942 wurde sie in das Ghetto Riga deportiert. |
|                    | Hier wohnte Johanna Schweitzer geb. Cohn Jg. 1881 deportiert 1942 ermordet in Minsk                                                  | Gartenstraße 9 ·           | 11. Sep. 2007 | Johanna Schweitzer wurde am 16. Februar 1881 als Johanna Cohn in Burgdorf geboren. Am 20. Juli 1942 wurde sie ab Köln in das Vernichtungslager Maly Trostinez bei Minsk deportiert. |
|                    | Hier wohnte Heinz Cohn Jg. 1927 eingewiesen 1931 Anstalt Neuerkerode 'verlegt' 27.9.1940 Brandenburg ermordet 27.9.1940 'Aktion T4'  | Gartenstraße 44 ·          | 12. Nov. 2021 | |
|                    | Hier wohnte Hildegard Cohn Jg. 1930 deportiert 1941 Riga ermordet                                                                    | Gartenstraße 44 ·          | 12. Nov. 2021 | |
|                    | Hier wohnte Margarethe Cohn Jg. 1905 deportiert 1941 Riga ermordet                                                                   | Gartenstraße 44 ·          | 12. Nov. 2021 | |
|                    | Hier wohnte Hermann Koninsky Jg. 1885 deportiert 1942 Schicksal unbekannt                                                            | Hannoversche Neustadt 12 · | 9. Nov. 2022  | |
|                    | Hier wohnte Meyer Löwenstein Jg. 1866 deportiert 1942 Theresienstadt ermordet 11.5.1943                                              | Louisenstraße 4 ·          | 17. Aug. 2006 | Meyer Löwenstein wurde am 29. Oktober 1866 in Fronhausen geboren. 1934 zog er mit seiner Frau nach Hannover. Am 23. Juli 1942 wurde er ab Hannover in das Ghetto Theresienstadt deportiert und starb dort am 11. Mai 1943. Seine Frau Ida und der Sohn Paul überlebten den Holocaust. |
|                    | Hier wohnte Margarete Kaufmann geb. Löwenstein Jg. 1896 deportiert 1941 ermordet in Riga                                             | Louisenstraße 4 ·          | 17. Aug. 2006 | Margarete Kaufmann wurde am 28. Januar 1896 als Margarete Löwenstein in Burgdorf geboren. Am 15. Dezember 1941 wurde sie mit ihrem Mann Arthur ab Hannover in das Ghetto Riga deportiert und später für tot erklärt. Sie war die Tochter von Meyer Löwenstein. |
|                    | Hier wohnte Henri Steinberg Jg. 1885 deportiert 1941 Lodz ermordet 6.9.1942                                                          | Marktstraße 43 ·           | 14. Sep. 2008 | Henri Steinberg wurde am 2. September 1885 in Burgdorf geboren und lebte in Hamburg. Von dort wurde er am 25. Oktober 1941 in das Ghetto Litzmannstadt (Łódź) deportiert und starb dort am 6. September 1942. Henri Steinberg war der Sohn von Jenny Steinberg. Für ihn wurde in Hamburg ebenfalls ein Stolperstein verlegt. |
|                    | Hier wohnte Jenny Steinberg geb. Baruch Jg. 1855 tot 18.1.1941 Hannover                                                              | Marktstraße 43 ·           | 14. Sep. 2008 | Jenny Steinberg wurde am 7. Oktober 1855 als Jenny Baruch in Hamburg geboren. Seit 1882 war sie mit Salomon Steinberg verheiratet, lebe mit ihm in Burgdorf und hatte einen Sohn Henry. Ihr Mann verstarb 1924. Zuletzt lebte sie im Haus von Julius Cohn in der Uetzer Straße. Am 18. Januar 1941 soll es dort einen Suizidversuch gegeben haben, in dessen Folge Jenny Steinberg in das israelitische Krankenhaus nach Hannover gebracht wurde. Sie starb dort am gleichen Tag. Vermutlich erhielt sie an diesem Tag ihre Deportationsaufforderung. |
|                    | Hier wohnte Julie Simon Jg. 1869 deportiert 1943 Theresienstadt ermordet 28.7.1944                                                   | Marktstraße 48 ·           | 17. Aug. 2006 | Julie Simon wurde am 8. Januar 1869 in Lohne geboren und lebte seit 1880 in Burgdorf. Am 7. Mai 1943 wurde sie ab Hamburg in das Ghetto Theresienstadt deportiert und starb dort am 28. Juli 1944. |
|                    | Hier wohnte Georg Jacobsohn Jg. 1872 deportiert 1941 Riga ermordet 28.2.1943                                                         | Marktstraße 56 ·           | 9. Nov. 2022  | |
|                    | Hier wohnte Rosalie Jacobsohn geb. Behr Jg. 1878 deportiert 1941 Riga ermordet                                                       | Marktstraße 56 ·           | 9. Nov. 2022  | |
|                    | Hier wohnte Hermann Jacobsohn Jg. 1902 Flucht 1935 Frankreich mit Hilfe überlebt                                                     | Marktstraße 56 ·           | 9. Nov. 2022  | |
|                    | Hier wohnte Alfred Jacobsohn Jg. 1906 deportiert 1941 Riga Stutthof ermordet                                                         | Marktstraße 56 ·           | 9. Nov. 2022  | |
|                    | Hier wohnte Eva Johanna Jacobsohn geb. Stern Jg. 1...deportiert 1941 Riga Stutthof ermordet 16.1.1945                                | Marktstraße 56 ·           | 9. Nov. 2022  | |
|                    | Hier wohnte Emilie Neuhaus geb. Moosberg Jg. 1863 deportiert 1942 Theresienstadt ermordet 11.10.1942                                 | Poststraße 1 ·             | 14. Sep. 2008 | Emilie Neuhaus wurde am 5. Februar 1863 als Emilie Moosberg in Burgdorf geboren und lebte zuletzt in Herleshausen. Sie heiratete 1892 den Kaufmann Moritz Neuhaus. Am 7. September 1942 wurde sie ab Kassel in das Ghetto Theresienstadt deportiert und starb dort am 11. Oktober 1942. |
|                    | Hier wohnte Clara Palmbaum geb. Moosberg Jg. 1896 deportiert 1942 Warschau ermordet                                                  | Poststraße 1 ·             | 14. Sep. 2008 | Clara Palmbaum wurde am 3. August 1896 als Clara Moosberg in Burgdorf geboren. Sie heiratete 1921 in Burgdorf den Kaufmann Julius Palmbaum und lebte mit ihm in Hildesheim, aus der Ehe ging 1924 der Sohn Kurt hervor. Vom 26./27. März 1942 an war sie im Sammellager Hannover-Ahlem inhaftiert und wurde von dort am 31. März 1942 in das Ghetto Warschau deportiert. Sie starb 1943 bei der Zerschlagung des Aufstandes im Warschauer Ghetto. |
| Blumenthal, Emma   | Hier wohnte Emma Blumenthal Jg. 1855 deportiert 1942 Theresienstadt ermordet 9.10.1943                                               | Poststraße 2 ·             | 11. Sep. 2007 | Emma Blumenthal wurde am 18. August 1855 in Burgdorf im Gebäude der Synagoge in der Poststraße 2 geboren. Zuletzt lebte sie bei ihrem Bruder in Kassel. Am 7. September 1942 wurde sie ab Kassel in das Ghetto Theresienstadt deportiert und starb dort am 9. Oktober 1943. |
| Italiener, Gustav  | Hier wohnte Gustav Italiener Jg. 1884 deportiert 1942 ermordet in Auschwitz                                                          | Poststraße 2 ·             | 11. Sep. 2007 | Gustav Italiener wurde am 23. September 1884 in der Synagoge Burgdorf in der Poststraße 2 geboren. Er war mit Friederike Italiener geb. Heimann verheiratet und lebte mit ihr und den Söhnen Gerard und Henri in Hamburg. 1939 flüchtete er über Belgien nach Frankreich. Aus dem Sammellager Drancy wurden er und seine Familie am 4. September 1942 in das Vernichtungslager Auschwitz deportiert. |
| Gumperz, Henriette | Hier wohnte Henriette Gumperz geb. Fels Jg. 1857 deportiert 1942 Auschwitz ermordet 27.11.1942                                       | Schloßstraße 10 ·          | 17. Aug. 2006 | Henriette Gumperz wurde am 29. Oktober 1857 als Henriette Fels in Einbeck geboren. Seit 1879 lebte sie mit ihrem Mann Bernhard Gumperz in Burgdorf, aus der Ehe gingen drei Kinder hervor. Ihr Mann starb 1910, sie selbst zog 1933 zu ihrem Sohn nach Düsseldorf. 1939 flüchtete sie in die Niederlande. Ab dem 18. November 1942 war sie im Durchgangslager Westerbork inhaftiert und wurde von dort am 24. November 1942 in das Vernichtungslager Auschwitz deportiert, wo sie am 27. November 1942 bei der Ankunft ermordet wurde.                |
|                    | Hier wohnte Julius Cohn Jg. 1884 deportiert 1941 ermordet in Riga                                                                    | Uetzer Straße 12 ·         | 17. Aug. 2006 | Julius Cohn wurde am 26. Mai 1884 in Burgdorf geboren. Am 6. Dezember 1941 wurde er ab Hamburg in das Lager Riga-Jungfernhof deportiert. |
|                    | Hier wohnte Elsa Cohn geb. Rose Jg. 1884 deportiert 1941 Riga ???                                                                    | Uetzer Straße 12 ·         | 17. Aug. 2006 | Elsa Cohn wurde am 12. Februar 1884 geboren. Sie war mit Julius Cohn verheiratet. |
|                    | Hier wohnte Arnold Cohn Jg. 1924 deportiert 1941 ermordet in Riga                                                                    | Uetzer Straße 12 ·         | 17. Aug. 2006 | Arnold Cohn wurde am 21. Mai 1924 als Sohn von Julius und Elsa Cohn in Burgdorf geboren. Am 6. Dezember 1941 wurde er ab Hamburg in das Lager Riga-Jungfernhof deportiert. Er wurde bei der Zwangsarbeit im Süden Russlands erschossen. |
|                    | Hier wohnte Adolph de Vries Jg. 1904 interniert Westerbork deportiert 1943 Sobibor ermordet 23.7.1943                                | Wallgartenstraße 38 ·      | 12. Nov. 2021 | |
|                    | Hier wohnte Rita Ilse de Vries Jg. 1912 interniert Westerbork deportiert 1943 Sobibor ermordet 23.7.1943                             | Wallgartenstraße 38 ·      | 12. Nov. 2021 | |
|                    | Hier wohnte Gertrud de Vries geb. Cohn Jg. 1913 Flucht 1933 Holland interniert Westerbork deportiert 1943 Sobibor ermordet 23.7.1943 | Wallgartenstraße 38 ·      | 12. Nov. 2021 | |
|                    | Hier wohnte Emil Cohn Jg. 1885 Flucht 1941 Argentinien                                                                               | Wallgartenstraße 38 ·      | 12. Nov. 2021 | |
|                    | Hier wohnte Berta Cohn geb. Cohn Jg. 1884 Flucht 1941 Argentinien                                                                    | Wallgartenstraße 38 ·      | 12. Nov. 2021 | |
|                    | Hier wohnte Walter Cohn Jg. 1911 Flucht 1941 Argentinien                                                                             | Wallgartenstraße 38 ·      | 12. Nov. 2021 | |
|                    | Hier wohnte Lotte Cohn Jg. 1914 Flucht 1937 England                                                                                  | Wallgartenstraße 38 ·      | 12. Nov. 2021 | |
|                    | Hier wohnte Heinz Cohn Jg. 1915 Flucht 1941 Argentinien                                                                              | Wallgartenstraße 38 ·      | 12. Nov. 2021 | |
|                    | Hier wohnte Werner Cohn Jg. 1922 Flucht 1941 Argentinien                                                                             | Wallgartenstraße 38 ·      | 12. Nov. 2021 | |
|                    | Hier wohnte Rudolf Cohn Jg. 1926 Flucht 1941 Argentinien                                                                             | Wallgartenstraße 38 ·      | 12. Nov. 2021 | |